# Real Academia Sueca de Música

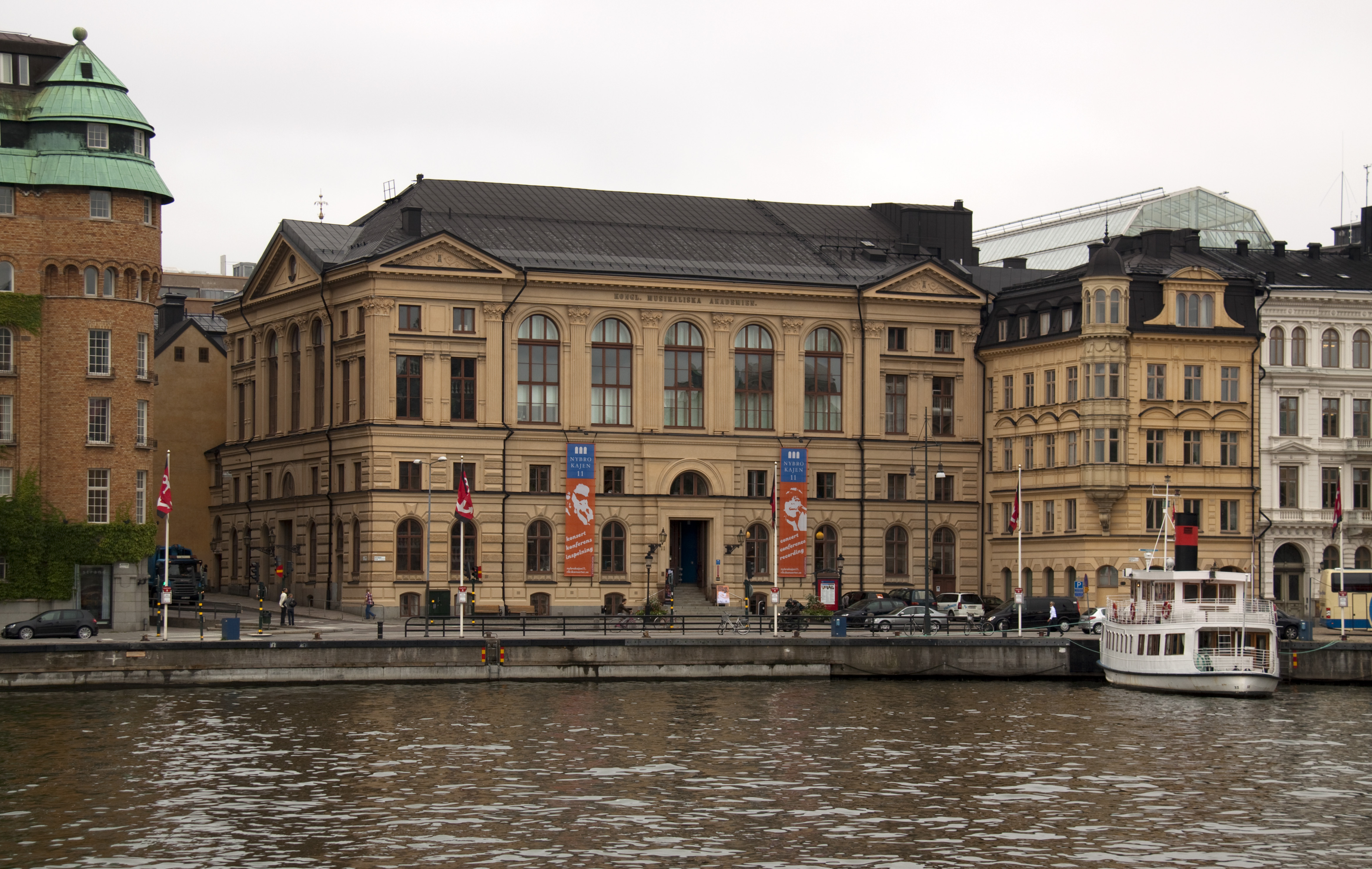
Sede de la Real Academia Sueca de la Música en Estocolmo.

La Real Academia Sueca de Música (en sueco Kungl. Musikaliska Akademien) es una de las academias reales de Suecia, fundada en 1771.
Es una asociación independiente que tiene como fin promover el desarrollo de la música, tanto desde un punto de vista cultural y artístico como científico y educativo. Tiene su sede en Estocolmo.
La primera ceremonia de entrega de los Premios Nobel se celebró en la Real Academia de Música en 1901. En la actualidad, la Academia es la institución encargada de otorgar el Premio de Música Polar, un premio internacional concedido anualmente, popularmente conocido como el Premio Nobel de la música.